# Barrio de San Antonio (Tucson)
El Barrio de San Antonio es un barrio histórico ubicado al este del centro de Tucson en los Estados Unidos. El barrio tomó su nombre en honor a San Antonio de Padua, un santo portugués.  El vecindario es un centro político federal y es la sede de muchas instituciones educativas del centro de Tucson,  y de los negocios.

## Desarrollo
El arroyo Chico sirve de límite norte del vecindario y actualmente se encuentra en desarrollo la canalización de sus aguas por el cuerpo de ingenieros de la armada estadounidense. El centro comercial del Barrio Perdido, Cox Communications de Tucson, Mission Linen y otros negociso se ubican en este barrio.  El barrio también es la sede del proyecto de domostración de Civano, y es un punto de intersección de rutas de ciclismo en Tucson. El centro histórico de la ciudad, así como otros barrios históricos y el distrito residencial histórico del parque Armory.  son sitios muy conocidos que rodean al barrio.